# Bidgouw
De Bidgouw, ook wel Bitgouw (Duits: Bidgau of Bitgau, Latijn: pagus Bedensis) was een Frankische gouw rond het stadje Bitburg in Rijnland-Palts. Het gouwgraafschap hield rond 1050 op te bestaan en ging over in het graafschap Luxemburg, dat in de 16e eeuw deel werd van de Habsburgse Nederlanden. Pas in 1815, bij het Congres van Wenen, werd Bitburg, samen met het hele oostelijke deel van Luxemburg aan Pruisen afgestaan.

## Gebied van de Bidgouw
- in Rijnland-Palts:
  - Baustert, Bitburg, Bollendorf, Dudeldorf, Dreis, Eisenach, Fließem, Holsthum, Kenn, Klüsserath, Kröv, Kyllburg, Lasel, Longuich, Malberg, Malbergweich, Meckel, Messerich, Metterich, Mettendorf, Newel, Oberweis, Peffingen, Prümzurlay, Ritersdorf, Schankweiler, Seffern, Sefferweich, Sinspelt, Speicher, Ürzig, Wolsfeld
- in het Groothertogdom 
  - Echternach, Gonderange, Grevenmacher, Mersch, Vianden, Waxweiler, Weiswampach,

## Gouwgraven
- Giselbert (geboren rond 800)
- Adalhard (overleden rond 877)
- Odocar (overleden na 890)
- Wigerik (overleden voor 923), ook graaf van de Ardennengouw en paltsgraaf van Lotharingen
- Gozlin of Gozelo (overleden in 942 of 948 ?), ook graaf van de Ardennengouw
- Godfried (overleden in 996), ook graaf van Verdun